# Rivière Saint-Denis (Guadeloupe)
Pour les articles homonymes, voir Rivière Saint-Denis.
La rivière Saint-Denis, également appelée rivière de Kacré, est un cours d'eau de Basse-Terre en Guadeloupe prenant sa source sur le territoire de Capesterre-Belle-Eau et se jetant dans la mer des Caraïbes.

## Géographie
Longue de 7,2 km, la rivière Saint-Denis prend sa source à 320 m d'altitude au sud des Petites Mamelles sur le territoire de la commune de Capesterre-Belle-Eau où elle s'écoule tout au long de son cours vers l'est au travers des champs de canne et des bananeraies.
Elle est alimentée par les eaux de la rivière des Pères, son principal affluent, et enfin de la ravine Geta avant de se jeter dans la mer des Caraïbes au sud du bourg de Capesterre-Belle-Eau au lieu-dit Quartier Cayenne.